# 二郎さんのOh!マイおやじ
『二郎さんのOH!マイおやじ』（じろうさんのオー マイおやじ）は、NET系列局で放送されていた朝日放送製作のトーク番組である。積水ハウスの一社提供（提供クレジット表記は「セキスイハウス」）。製作局の朝日放送では1975年4月6日から1976年3月28日まで、毎週日曜 19:00 - 19:30 （日本標準時）に放送。

## 概要
毎回ABCホール（2代目）での公開収録を行っていた番組で、坂上二郎とその息子の坂上大樹が司会を務めていた。積水ハウスの一社提供番組であることから、19:00の時報後には同社のオープニングキャッチが流れるという構成になっていた。

## 放送局
★印のネット局では、毎日放送製作の『アップダウンクイズ』の後番組扱いとなっていた。なお、瀬戸内海放送では『アップダウンクイズ』がネットチェンジより早く1969年10月に打ち切られて以降、NET系列番組の遅れネットを中心とした独自編成枠となっていたため、ネットチェンジ直前の時期には毎日放送と吉本興業の共同製作番組『日曜りくえすと寄席』が番販ネットされた。
| 放送対象地域   | 放送局           | 放送時間           | 備考 |
| -------------- | ---------------- | ------------------ | --- |
| 近畿広域圏     | 朝日放送         | 日曜 19:00 - 19:30 | 製作局、現・朝日放送テレビ |
| 関東広域圏     | NETテレビ★       | 日曜 19:00 - 19:30 | 現・テレビ朝日 |
| 北海道         | 北海道テレビ     | 日曜 19:00 - 19:30 | |
| 宮城県         | 東日本放送       | 日曜 19:00 - 19:30 | 1975年10月放送開始 |
| 中京広域圏     | 名古屋放送★      | 日曜 19:00 - 19:30 | 現・名古屋テレビ放送 |
| 香川県         | 瀬戸内海放送     | 日曜 19:00 - 19:30 | 当時の放送免許エリアは香川県のみ |
| 広島県         | 広島ホームテレビ | 日曜 19:00 - 19:30 | 『アップダウンクイズ』のネット対象から外れていたため、 ネットチェンジ直前に同時間帯で放送していた『ジャンボ尾崎のチャレンジゴルフ』 （NETテレビ制作・遅れネット）の後番組として放送。 |
| 福岡県         | 九州朝日放送★    | 日曜 19:00 - 19:30 | |
| 秋田県         | 秋田テレビ       | 日曜 16:15 - 16:45 | |
| 長野県         | 信越放送         | 火曜 18:00 - 18:30 | |
| 石川県         | 石川テレビ       | 火曜 19:00 - 19:30 | |
| 福井県         | 福井放送         | 土曜 18:00 - 18:30 | |
| 鳥取県・島根県 | 山陰中央テレビ   | 火曜 19:00 - 19:30 | |
| 山口県         | 山口放送         | 月曜 19:00 - 19:30 | |
| 愛媛県         | 南海放送         | 木曜 19:30 - 20:00 | |
| 高知県         | テレビ高知       | 金曜 19:30 - 20:00 | |
| 熊本県         | 熊本放送         | 火曜 18:00 - 18:30 | |
| 鹿児島県       | 鹿児島テレビ     | 火曜 19:00 - 19:30 | |